# Howell Appling
Howell Redus Appling junior (* 5. September 1919 in Carthage, Texas; † 16. Oktober 2002 im Multnomah County, Oregon) war ein US-amerikanischer Offizier, Geschäftsmann und Politiker (Republikanische Partei). Er war von 1959 bis 1965 Secretary of State von Oregon.

## Werdegang
Über die Jugendjahre von Howell Redus Appling junior ist nichts bekannt. Er machte einen Abschluss als Ingenieur an der Rice University. Während des Zweiten Weltkrieges trat er 1941 in die US-Navy ein. Er erreichte den Dienstgrad eines Lieutenants. Nach dem Ende seines Militärdienstes gründete er 1946 Independent Distributors, ein Großhandel für Holzeinschlag und Ausrüstung in Portland (Oregon). Appling war Parteivorsitzender im Multnomah County während der erfolgreichen Kandidatur vom Secretary of State von Oregon Mark Hatfield im Jahr 1958 für den Posten als Gouverneur von Oregon. Hatfield ernannte ihn dann nach seiner Wahl zum neuen Secretary of State von Oregon. Bei den Wahlen im Jahr 1960 wurde Appling für eine volle Amtszeit zum Secretary of State gewählt. Er besiegte dabei den Demokraten Monroe Sweetland. Eine Wiederwahl im Jahr 1964 lehnte er aber ab. Der Republikaner Tom McCall wurde sein Nachfolger. Appling nahm 1960, 1964 und 1968 als Delegierter an den Republican National Conventions teil. Er hatte den Vorsitz in Oregon bei den Präsidentschaftswahlkämpfen von Barry Goldwater im Jahr 1964 und von Richard Nixon im Jahr 1968. Ferner war er bis zu seinem Tod 2002 als Geschäftsmann in Portland tätig. Er wurde auf dem Odd Fellows Cemetery in Carthage (Texas) beigesetzt.